# Max Bulla

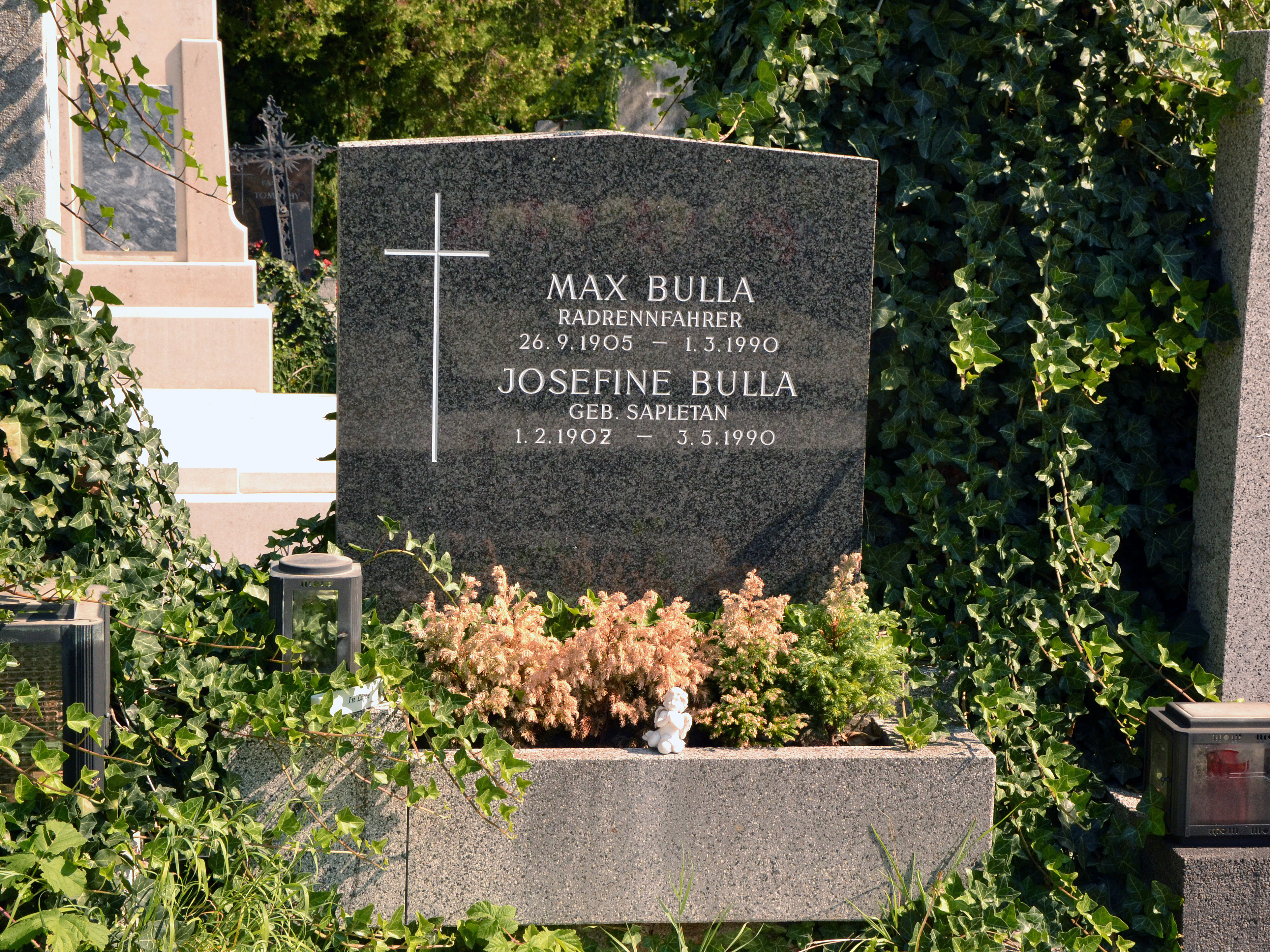
Grab von Max Bulla und seiner Frau Josefine in Hinterbrühl

Max Bulla (* 26. September 1905 in Wien; † 1. März 1990 in Pitten, Niederösterreich) war einer der erfolgreichsten österreichischen Radrennfahrer seiner Zeit und der erste Österreicher, der bei der Tour de France das Gelbe Trikot errang.

## Sportliche Laufbahn
1931 siegte er im Eintagesrennen Marseille–Lyon. Die ersten Erfolge feierte Max Bulla mit dem Gewinn der österreichischen Straßenmeisterschaften in den Jahren 1926 und 1927. Internationale Erfolge erzielte er in den frühen 1930er Jahren. Im Jahre 1931 konnte Max Bulla mehrere Profi-Radrennen, wie die Meisterschaft von Zürich, gewinnen, erlangte als Unabhängiger drei Etappensiege bei der Tour de France und gewann die Wertung dieser Klasse. Eine Etappe lang trug er als erster Österreicher das Gelbe Trikot. Bulla war der erste und einzige Fahrer der Touriste-Routier-Klasse (Einzelfahrer ohne Mannschaft), der das Gelbe Trikot trug. Tour-Organisator Henri Desgrange war so beeindruckt von Bullas Leistung, dass er dafür sorgte, dass dieser im Jahr darauf in der deutschen Nationalmannschaft starten konnte.
1931 siegte er im Eintagesrennen Marseille–Lyon. 1931 errang Bulla auch einen Etappensieg bei der Deutschland Tour. Im Jahre 1933 gewann er mit zwei Etappensiegen die Gesamtwertung der erstmals ausgetragenen Tour de Suisse mit einem Vorsprung von 9:01 Minuten auf den Schweizer Albert Büchi. Weitere Etappensiege bei der Tour de Suisse folgten in den Jahren 1934 und 1936. 1947 startete er als ältester Teilnehmer erneut in der Tour de Suisse, schied aber bereits auf der 2. Etappe aus. Des Weiteren konnte Max Bulla zwei Etappen bei der Vuelta a España 1935 für sich entscheiden.
Im April 1940 beantragte er die Aufnahme in die NSDAP und wurde zum 1. Juli 1940 aufgenommen (Mitgliedsnummer 8.117.347).
Da Bulla vorwiegend außerhalb von Österreich startete, war er in seinem Heimatland nur wenig populär. Das änderte sich während der Kriegsjahre, in denen sich Bulla mangels Rennen im Ausland publikumswirksame Duelle mit seinem Landsmann Ferry Dusika lieferte oder bei Länderwettkämpfen gegen Italien und Dänemark startete. Nach 1945 verfassten die beiden Sportler gemeinsam ein Buch.
Bulla beendete seine sportliche Laufbahn 1949 im Alter von 44 Jahren, nachdem er bei der Fernfahrt Wien–Graz–Wien über 427 Kilometer hinter Derny-Schrittmacher noch Platz sechs belegt hatte. Anschließend war er im Autohandel tätig, indem er etwa Fahrzeuge von Morris und Volvo nach Österreich importierte.
Sein Sohn Max war ebenfalls Radrennfahrer und bestritt 1953 die Internationale Friedensfahrt.
Begraben ist Max Bulla in Hinterbrühl. Im Jahr 1993 wurde in Wien-Donaustadt (22. Bezirk) die Bullagasse nach ihm benannt.

## Erfolge
1926
- Österreichischer Meister – Straßenrennen

1927
- Österreichischer Meister – Straßenrennen

1930
- Mannschaftszeitfahren Deutschlandrundfahrt

1931
- eine Etappe Internationale Opel-Deutschland-Rundfahrt
- Gesamtwertung und drei Etappen Circuit Français Peugeot
- Tour du Lac Léman
- Meisterschaft von Zürich
- drei Etappen Tour de France

1933
- Gesamtwertung und zwei Etappen Tour de Suisse

1934
- eine Etappe Tour de Suisse

1935
- zwei Etappen Vuelta a España

1936
- eine Etappe Tour de Suisse

## Grand-Tour-Platzierungen
| Grand Tour            | 1931 | 1932 | 1933 | 1934 | 1935 |
| --------------------- | ---- | ---- | ---- | ---- | ---- |
| Vuelta a EspañaVuelta | –    | –    | –    | –    | 5    |
| Giro d’ItaliaGiro     | –    | –    | –    | 47   | –    |
| Tour de FranceTour    | 15   | 19   | –    | –    | –    |

## Teams
- 1926 Diamant
- 1930 Dürkopp
- 1931 Team von Oscar Egg

## Publikationen
- Mit Franz Dusika: Der erfolgreiche Radrennfahrer. Wien 1951 und 1954.